# Білгород-Дністровський (монета)
«Бі́лгород-Дністро́вський» — ювілейна монета номіналом 5 гривень, випущена Національним банком України, присвячена 2500-річчю міста, заснованого у VI ст. до н. е. давніми греками як місто-держава Тіра, яке було головним економічним і культурним центром Північного Причорномор'я, де випускалися золоті, срібні та мідні монети.
Монету введено в обіг 29 травня 2000 року. Вона належить до серії «Стародавні міста України».

## Опис монети та характеристики
| Номінал грн. | Метал      | Маса, г | Діаметр, мм | Якість виготовлення | Гурт     | Тираж, штук |
| ------------ | ---------- | ------- | ----------- | ------------------- | -------- | ----------- |
| 5            | нейзильбер | 16,54   | 35,0        | звичайна            | рифлений | 50 000      |

### Аверс
На аверсі монети в обрамленні давньогрецького орнаменту та гербового картуша зображено малий Державний Герб України і розміщено стилізовані написи: «2000», «УКРАЇНА», «5», «ГРИВЕНЬ» та вперше — логотип Монетного двору Національного банку України.

### Реверс

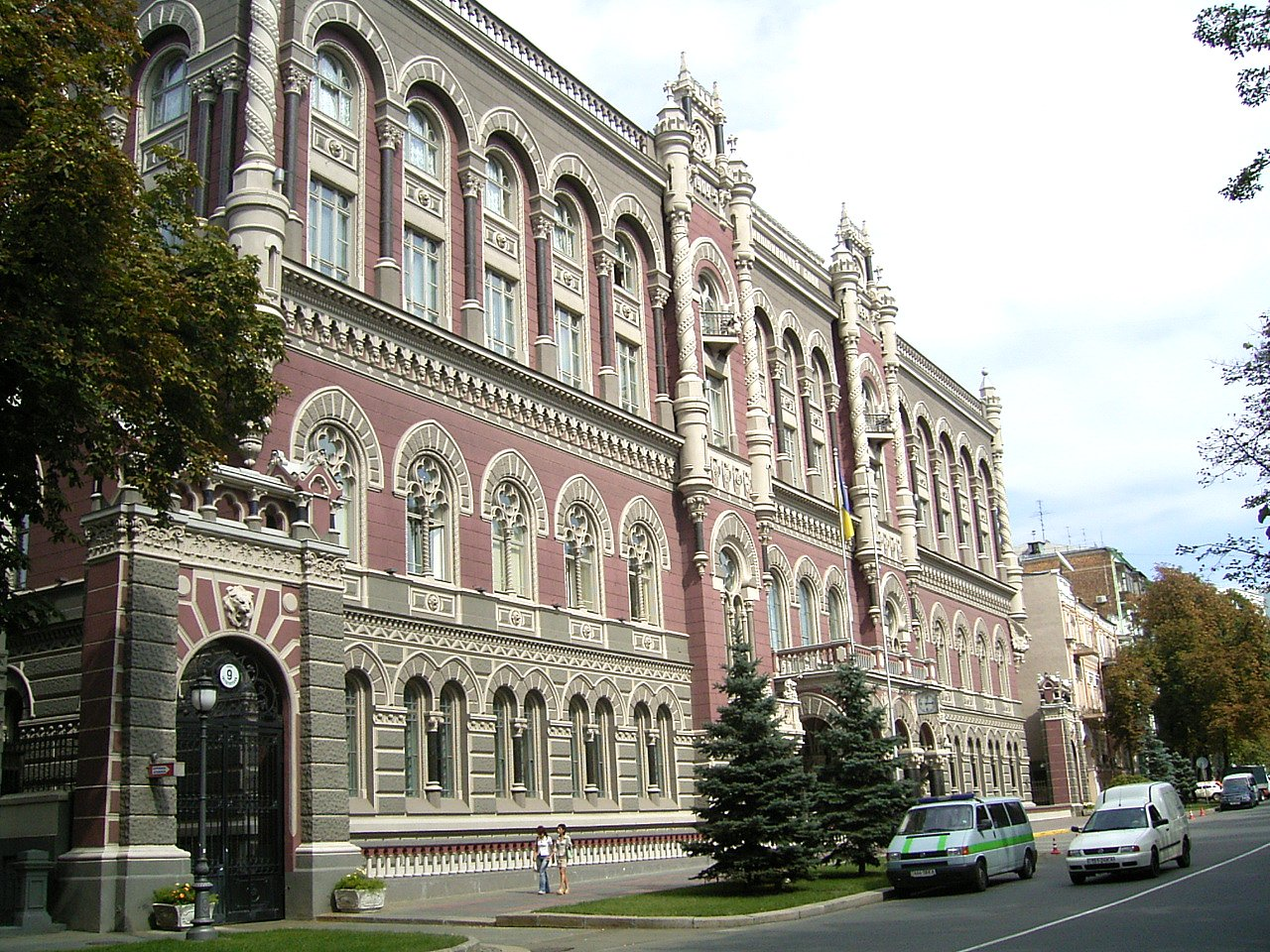
Будівля Національного банку України

На реверсі монети у верхній її частині зображено Аккерманську фортецю XV ст. з боку Цитаделі та Комендантської вежі; на нижній — півколом розміщено зображення герба Білгорода-Дністровського серед монет Тіри IV ст. до н. е. — ІІІ ст. н. е., а також стилізовані написи: «БІЛГОРОД-ДНІСТРОВСЬКИЙ» та «2500» / «РОКІВ».

## Автори
- Художник — Дем'яненко Володимир.
- Скульптор — Дем'яненко Володимир.

## Вартість монети
Під час введення монети в обіг 2000 року, Національний банк України розповсюджував монету через свої філії за номінальною вартістю — 5 гривень.
Фактична приблизна вартість монети, з роками змінювалася так:
| Рік        | 2010 | 2011 | 2012 | 2013 | 2014 | 2015 | 2016 | 2017 | 2018 | 2019 | 2020 | 2021 | 2022 | 2023 | 2024 | 2025 |
| ---------- | ---- | ---- | ---- | ---- | ---- | ---- | ---- | ---- | ---- | ---- | ---- | ---- | ---- | ---- | ---- | ---- |
| Ціна, грн. | 120  | 170  | 200  | 200  | 210  | 260  | 340  | 320  | 340  | 320  | 330  | 330  | 310  | 500  | 670  | 620  |